# José María Antonio de la Cruz Márquez
José María Antonio de la Cruz Márquez kurz  José Antonio Márquez  (* 3. März 1802 in Tegucigalpa; † 26. März 1832 in Comayagua) war von 12. März 1831 bis 22. März 1832 Supremo Director der Provinz Honduras innerhalb der Zentralamerikanischen Konföderation. Ein Bürgerkrieg zwischen Föderalisten und Separatisten, zusammen mit einer Krankheit von Márquez, begrenzten letztlich die Handlungsfähigkeit seiner Regierung.

## Leben
Seine Mutter war María Antonia Márquez. Sein Bruder war der spätere Priester Francisco Antonio Márquez. Er wurde in Texiguat (Departamento El Paraíso) eingeschult, seine Ausbildung schloss er in Tegucigalpa an den dortigen Latein- und Militärakademien ab.
Der junge Offizier stieg in der Krisenzeit rasch vom Leutnant zum Oberst auf und wurde 1825 Parlamentsabgeordneter. Er nahm an verschiedenen Kämpfen teil, aus denen er als „Held“ hervorging; so etwa am 6. Juli 1828 an der Schlacht um die Hacienda El Gualcho. Er wurde 1829 als Rentenverwalter in Tegucigalpa eingesetzt, und im selben Jahr mit der Befriedung der Indigenas von Olancho während der Regierung Diego Vigil Cocaña beauftragt. Er schlug auch einen Minenaufstand in Opoteca nieder. Ebenfalls 1829 wurde er Minister von José Francisco Morazán Quezada während dessen erstem Krieg gegen die Provinz El Salvador.
Das Parlament von Honduras ernannte 1831 den General Joaquín Rivera Bragas zum Jefe Supremo, dieser nahm die Amt jedoch nicht an. Daraufhin erklärte das Parlament am 12. März 1831 General Márquez für gewählt. Sein Bruder, der Priester Francisco Antonio Márquez, der Provisor (kirchlicher Verwalter) des Departamento Comayagua (der damaligen Hauptstadt von Honduras), trat daraufhin wegen Unvereinbarkeit von seinem Amt zurück.

### Amtszeit als Regierungschef
Am 1. April 1831 berief Márquez eine verfassunggebende Versammlung ein, um die Verfassung von 1825 zu ändern. Der verfassungsgebenden Versammlung saß José Trinidad Reyes vor, doch der Bürgerkrieg verhinderte die Verabschiedung einer neuen Verfassung. Márquez garantierte die Meinungsfreiheit und wahrte die Verfassung, welche er gerne geändert hätte. In seiner Regierungszeit erschien darum die satirisch-ernste Zeitung El Rayo.
Márquez führte die koloniale Steuer auf Tabak, eine Siegelsteuer, die Alcabala (eine koloniale Umsatzsteuer), eine Pulversteuer und eine Alkoholsteuer ein. Er hob das Verbot für den Export von Gold und Silber auf, organisierte eine Militärakademie in Tegucigalpa, welche von dem kolumbianischen Oberst Narcizo Benitez, einem Veteranen der Schlacht von Espíritu Santo geleitet wurde. Zu den Absolventen dieser Akademie gehörten Francisco Ferrera, José Santos Guardiola Bustillo und Florencio Xatruch Villagra.
Konservative, royalistische Kräfte unter dem Namen „Los Serviles“ verfolgten den Wiederanschluss an die spanische Krone. Am 21. November 1831 besetzten Söldner-Truppen Omoa, angeführt von den aufständischen Militärs Ramón Guzmán und Vicente Domínguez den Hafen von Trujillo sowie die Hauptstadt Comayagua. Dies markierte den Beginn des Bürgerkriegs, der schlecht für die Royalisten verlief. Márquez’ Regierung gelang es, die Herrschaft über das gesamte Territorium wiederzuerlangen, die letzte und entscheidende Schlacht war die von Jaitique am 26. März 1832. An diesem Tag erlag Márquez jedoch einem schweren Fieber. Bereits am 22. März 1832, vier Tage vor seinem nahenden Tod, hatte er das Regierungsamt in einem Aufruf an das Volk von Honduras an José Francisco Milla Guevara übergeben. Die Rebellen flohen nach ihrer Niederlage außer Landes, etwa nach Britisch-Honduras (Belize) oder an die Miskitoküste.
Márquez’ Ehefrau war María Manuela Díaz; aus der Ehe ging die Tochter Teresa Márquez hervor, welche 1833 den General und Politiker Joaquín Rivera Bragas heiratete. Die Regierung Carlos Céleo Arias López gewährte ihr im Oktober 1872 eine Pension unter Hinweis auf die besondere Leistung ihres Vaters.